# Campeonato Mundial de Hockey sobre Hielo Masculino de 2029
El XCIII Campeonato Mundial de Hockey sobre Hielo Masculino se celebrará en Bratislava y Košice (Eslovaquia) entre el 11 y el 27 de mayo de 2029 bajo la organización de la Federación Internacional de Hockey sobre Hielo (IIHF) y la Federación Eslovaca de Hockey sobre Hielo.

## Sedes
| Foto | Ciudad     | Instalación         | Capacidad |
| ---- | ---------- | ------------------- | --------- |
|      | Košice     | Steel Aréna         | 8347      |
|      | Bratislava | Arena Ondrej Nepela | 10 040    |